# Utetheisa
Genre
Utetheisa est un genre de lépidoptères (papillons) de la famille des Erebidae et de la sous-famille des Arctiinae.

## Distribution
Ce genre est représenté sur tous les continents, mais une seule de ses espèces se rencontre en Europe : Utetheisa pulchella, la Gentille.

## Liste des espèces
Selon FUNET Tree of Life (4 novembre 2020) :
- Utetheisa elata (Fabricius, 1798)
- Utetheisa diva (Mabille, [1880])
- Utetheisa cruentata (Butler, 1881)
- Utetheisa lactea (Butler, 1884)
- Utetheisa pulchella (Linnaeus, 1758)
- Utetheisa pulchelloides Hampson, 1907
- Utetheisa amhara Jordan, 1939
- Utetheisa clareae Robinson, 1971
- Utetheisa salomonis Rothschild, 1910
- Utetheisa pectinata Hampson, 1907
- Utetheisa lotrix (Cramer, [1777])
- Utetheisa semara Moore, [1860]
- Utetheisa ornatrix (Linnaeus, 1758)
- Utetheisa galapagensis (Wallengren, 1860)
- Utetheisa devriesi Hayes, 1975
- Utetheisa perryi Hayes, 1975
- Utetheisa connerorum Roque-Albelo & Landry, 2009
- Utetheisa henrii Roque-Albelo & Landry, 2009
- Utetheisa maddisoni Robinson & Robinson, 1980
- Utetheisa sumatrana Rothschild, 1910
- Utetheisa abraxoides (Walker, 1862)
- Utetheisa assamica de Vos, 2007
- Utetheisa balinensis de Vos, 2007
- Utetheisa disrupta (Butler, 1887)
- Utetheisa externa (Swinhoe, 1917)
- Utetheisa flavothoracica de Vos, 2007
- Utetheisa fractifascia (Wileman, 1911)
- Utetheisa guttulosa (Walker, [1865])
- Utetheisa inconstans (Butler, 1880)
- Utetheisa latifascia (Hopffer, 1874)
- Utetheisa limbata (Roepke, 1949)
- Utetheisa leucospilota (Moore, 1877)
- Utetheisa macklotti (Vollenhoven, 1863)
- Utetheisa mendax de Vos, 2007
- Utetheisa nivea de Vos, 2007
- Utetheisa palla (Röber, 1891)
- Utetheisa sangira (Swinhoe, 1903)
- Utetheisa selecta (Walker, 1854)
- Utetheisa specularis (Walker, 1856)
- Utetheisa timorensis (Roepke, 1954)
- Utetheisa transiens (Jurriaanse, 1920)
- Utetheisa vandenberghi (Nieuwenhuis, 1948)
- Utetheisa varians (Walker, 1854)
- Utetheisa variolosa (Felder & Rogenhofer, 1874)
- Utetheisa vollenhovii (Snellen, 1890)
- Utetheisa witti de Vos, 2007
- Utetheisa ypsilon de Vos, 2007
- Utetheisa aegrotum (Swinhoe, 1892)
- Utetheisa albilinea de Vos, 2007
- Utetheisa amboina de Vos, 2007
- Utetheisa amosa (Swinhoe, 1903)
- Utetheisa ampatica de Vos, 2007
- Utetheisa aruensis de Vos, 2007
- Utetheisa bouruana (Swinhoe, 1917)
- Utetheisa ceramensis de Vos, 2007
- Utetheisa frosti (Prout, 1918)
- Utetheisa pellex (Linnaeus, 1758)
- Utetheisa separata (Walker, [1865])
- Utetheisa watubela de Vos, 2007
- Utetheisa albipuncta (Druce, 1889)